# John Joseph Kain
John Joseph Kain (Martinsburg, 31 maggio 1841 – Saint Louis, 13 ottobre 1903) è stato un arcivescovo cattolico statunitense.

## Biografia
Dopo aver completato gli studi nel Maryland, fu ordinato sacerdote nel 1866.  Passò alcuni anni in Virginia Occidentale dove si prodigò molto per la sua comunità e ricostruendo le chiese distrutte dalla guerra civile americana.
Il 23 maggio 1875 fu eletto vescovo di Wheeling, in Virginia Occidentale, e lo rimase fino al 1893.
Nel maggio 1893 fu nominato vescovo ausiliare dell'arcidiocesi di Saint Louis; successe nella carica di arcivescovo di Saint Louis il 21 maggio 1895 alla morte del titolare Peter Richard Kenrick. Fu il primo arcivescovo di Saint Louis nato negli Stati Uniti.
Morì a St. Louis il 13 ottobre 1903 all'età di 62 anni.

## Genealogia episcopale e successione apostolica
La genealogia episcopale è:
- Cardinale Scipione Rebiba
- Cardinale Giulio Antonio Santori
- Cardinale Girolamo Bernerio, O.P.
- Arcivescovo Galeazzo Sanvitale
- Cardinale Ludovico Ludovisi
- Cardinale Luigi Caetani
- Cardinale Ulderico Carpegna
- Cardinale Paluzzo Paluzzi Altieri degli Albertoni
- Papa Benedetto XIII
- Papa Benedetto XIV
- Papa Clemente XIII
- Cardinale Giovanni Carlo Boschi
- Cardinale Bartolomeo Pacca
- Papa Gregorio XVI
- Cardinale Lodovico Altieri
- Cardinale Gaetano Bedini
- Arcivescovo James Roosevelt Bayley
- Arcivescovo John Joseph Kain

La successione apostolica è:
- Cardinale John Joseph Glennon (1896)
- Vescovo John Francis Cunningham (1898)
- Vescovo Frederick Charles Hopkins, S.I. (1899)